# Albrecht von Stosch
Albrecht von Stosch (20 de abril de 1818-29 de febrero de 1896) fue un general de Infantería y almirante alemán que sirvió como primer jefe de la recién creada Armada Imperial Alemana entre 1872 y 1883.

## Biografía
Nacido en Coblenza, era un primo de Hans Stosch-Sarrasani, el fundador del Circo Sarrasani. Era el tercer hijo varón del General prusiano Hermann Ferdinand Stosch, quien era un militar tradicional con sentimientos nacionalistas. Como su padre, Stosch era consciente de la tradición del deber y el servicio y de la herencia militar prusiana como fuerte opinión política.
Después de su educación en escuelas estatales y en un Gymnasium, en 1829 Stosch fue admitido en el cuerpo de cadetes. En 1835 Stosch, con diecisiete años, fue nombrado Teniente Segundo en el Ejército prusiano. Finalmente se convirtió en oficial del Estado Mayor General.
Stosch participó en la guerra austro-prusiana como Oberquartiermeister del Segundo Ejército.
Después de la guerra franco-prusiana, Stosch también fue nombrado como Almirante y primer Jefe del Almirantzago y por lo tanto de la incipiente Armada Imperial Alemana. Reconocido por Guillermo I por su leal servicio al país; se consideraba a sí mismo un reformador.
Stosch murió en Rheingau. Existe una isla en Chile nombrada en su honor, la isla Stosch.

## Honores
- Reino de Prusia:[3]
  - Caballero de la Real Orden de la Corona, 2.ª Clase, 23 de septiembre de 1865
  - Pour le Mérite (militar), 20 de septiembre de 1866
  - Cruz de Comandante de la Real Orden de Hohenzollern, con Espadas, 16 de junio de 1871
  - Gran Cruz de la Orden del Águila Roja, con Hojas de Roble, 18 de enero de 1878
  - Caballero de la Orden del Águila Negra, 17 de septiembre de 1881; con Collar, 1882
- Gran Ducado de Hesse: Comandante de la Orden de Luis, 1.ª Clase, 15 de marzo de 1868[4]
- Reino de Sajonia:[5]
  - Gran Cruz de la Orden de Alberto, 1867
  - Gran Cruz de la Orden Civil de Sajonia, con Decoración de Guerra, 1871
- Reino de Wurtemberg: Gran Cruz de la Orden al Mérito Militar, 2 de enero de 1871[6]
- Suecia-Noruega: Gran Cruz de la Orden de San Olaf, 1 de junio de 1875[7]